# Moncabril
Moncabril es una localidad española del municipio de Galende, en la provincia de Zamora, formando parte de la comunidad autónoma de Castilla y León.

## Geografía
Se encuentra ubicado en la comarca de Sanabria, al noroeste de la provincia de Zamora. Pertenece al municipio de Galende, junto con las localidades de Cubelo, Galende, Ilanes, Pedrazales, El Puente, Rabanillo, Ribadelago, Ribadelago Nuevo, San Martín de Castañeda y Vigo.
Moncabril se encuentra situado en pleno parque natural del Lago de Sanabria, el mayor lago de origen glaciar de España, además de un espacio natural protegido de gran atractivo turístico.

## Historia
La población nació a mediados del siglo XX, al crear Hidroeléctrica Moncabril un poblado para los trabajadores del embalse de Vega de Tera.